# Conciencia plena
La atención plena, también llamada conciencia plena, consciencia pura o atención consciente es una facultad espiritual o psicológica (indriya) que se considera de gran importancia en el camino hacia la iluminación, según las enseñanzas de Buda Gautama.
Es uno de los siete factores para alcanzar la iluminación. La consciencia o meditación correcta (Pali: Samma-sati; en sánscrito, samyak-smṛti) es el séptimo elemento del noble camino óctuple, el sadhana («práctica») que engendra el vipassana y el prajñā.
La atención plena también puede remontarse a los Upanishads. El Satipatthana Sutra es un texto antiguo que aludía ya por entonces a la atención plena.
En el marco del budismo, sati representa la consciencia de los pensamientos, acciones y motivaciones de uno mismo. También puede traducirse como "claridad de la mente". El sati desempeña un papel central en las enseñanzas de Buda Gautama, en las que se afirma que la consciencia correcta o adecuada es un factor esencial en el camino de la iluminación (bodhi) y la liberación (moksha).
La iluminación (bodhi) es un estado del ser en el que la codicia, el odio y el engaño (Pali: moha) han sido superados, ausentes en la mente. La atención plena acerca la conciencia de la realidad de las cosas (sobre todo en el momento presente) y es un antídoto contra el engaño y la ilusión (maya) y se considera como un "poder" (Pali: bala) cuando se combina con la clara comprensión de lo que está ocurriendo.
Buda abogó por establecer la atención plena (satipatthana) en la medida de lo posible en el propio día a día. Una consciencia tranquila de las propias funciones corporales, sensaciones (sentimientos), los objetos de la consciencia (pensamientos y percepciones) y la conciencia misma. La práctica de la atención es compatible con el análisis que resulta en el surgimiento de la sabiduría (Pali: paññā; sánscrito: prajñā). La estabilidad meditativa combinada con el discernimiento liberador fue una enseñanza innovadora de Buda.